# Joan de Solà-Morales i Rubió
Joan de la Creu de Solà-Morales i Rubió (Barcelona, 1954) és un matemàtic català. És fill de l'arquitecte olotí Manuel de Solà-Morales i de Rosselló, i germà dels també arquitectes Manuel i Ignasi de Solà-Morales i Rubió.
Doctor en matemàtiques per la Universitat Autònoma de Barcelona (1983), va fer la tesi doctoral dirigida pel també matemàtic català Carles Perelló. Catedràtic de la Universitat Politècnica de Catalunya (UPC), treballa en Equacions en Derivades Parcials, sistemes dinàmics de dimensió infinita i matemàtica industrial. Poc després de la seva fundació va ser membre electe de la Fundació Ferran Sunyer i Balaguer. L'any 1992 va crear la Facultat de Matemàtiques i Estadística de la UPC, de la qual va ser degà durant els primers cinc anys, i des de novembre de 2010 és president de la Societat Catalana de Matemàtiques. Des de 2012 és membre numerari de la Secció de Ciències i Tecnologia de l'Institut d'Estudis Catalans. Com a representant de l'IEC, també va ser membre del Consell Català d'Estadística, un òrgan de caràcter consultiu i d'assessorament de l'Idescat des del 2014 al 2021.
El 1983 l'Institut d'Estudis Catalans decidí per unanimitat concedir-li el III Premi Ferran Sunyer i Balaguer pel seu treball Equacions de Navier-Stokes en un canal amb obstacle, un llibre que l'IEC posteriorment va publicar. És un dels coordinadors de les proves Cangur a Catalunya, un concurs internacional per motivar els joves per la matemàtica.